# 애더럴 다이어리
《애더럴 다이어리》(영어: The Adderall Diaries)는 2015년 개봉된 미국의 범죄 스릴러 영화이다. 스티븐 엘리엇의 동명의 실화 범죄 회고록을 기반으로 파멜라 로만노프스키가 감독하고 각본을 썼다. 이 영화에는 제임스 프랭코, 에드 해리스, 엠버 허드와 크리스찬 슬레이터가 출연한다.
이 영화는 2015년 4월 16일 트라이베카 영화제에서 초연 되었고, 2016년 3월 10일 디렉TV 시네마에서 2016년 4월 15일 A24에서 제한적으로 개봉되기전에 공개되었다.

## 출연진
- 제임스 프랭코 - 스티븐 엘리엇 역
  - 티모시 샬라메 - 청소년 스티븐 엘리엇
- 에드 해리스 - 닐 엘리엇 역
- 엠버 허드 - 라나 에드몬드 역
- 크리스찬 슬레이터 - 한즈 레이저 역
- 짐 파랙 - 로저 역
  - 대니 플레어티 - 청소년 로저
- 윌머 발더라마 - 조쉬 역
- 신시아 닉슨 - 젠 데이비스 역
- 마이클 크리스토퍼 - 폴 호라 역